# Каракеєв Курман-Галі
Курман-Галі Каракейович Каракеєв (7 листопада 1913, село Курменти Пржевальського повіту Семиріченської області, тепер Тюпського району Іссик-Кульської області, Киргизстан — 13 листопада 2012, місто Бішкек, Киргизстан) — радянський киргизький партійний діяч, історик, президент Академії наук Киргизької РСР (1960—1978). Кандидат історичних наук (1959), доктор історичних наук (1970), професор (1971), академік Академії наук Киргизької РСР (з 20.02.1960), член-кореспондент Академії наук СРСР (Російської академії наук) (з 26.11.1968, по Відділенню історії). Депутат Верховної ради Киргизької РСР. Депутат Верховної ради СРСР 6—9-го скликань.

## Життєпис
Народився в селянській родині. До 1933 року навчався в Іссик-Кульському сільськогосподарському технікумі.
У 1933—1934 роках — відповідальний секретар, заступник редактора республіканської комсомольської газети «Ленинчил жаш» («Ленінська молодь»).
У 1934—1936 роках — завідувач відділу учнівської молоді Киргизького обласного комітету ВЛКСМ.
У 1936 році закінчив Киргизький державний педагогічний інститут.
З 1936 по 1938 рік случжив на Робітничо-селянському Червоному флоті.
Член ВКП(б) з 1938 року.
У 1938—1939 роках — секретар, заступник редактора киргизького республіканського журналу «Комуніст».
У 1939—1944 роках — заступник завідувача відділу агітації та пропаганди Фрунзенського обласного комітету КП(б) Киргизії; секретар Тянь-Шаньського обласного комітету КП(б) Киргизії; секретар Іссик-Кульського обласного комітету КП(б) Киргизії.
У 1944—1947 роках — слухач Вищої партійної школи при ЦК ВКП(б).
У 1947—1949 роках — редактор республіканської газети «Кызыл Кыргызстан» («Червона Киргизія»).
У 1949—1952 роках — завідувач відділу пропаганди та агітації ЦК КП(б) Киргизії.
9 січня 1952 — 11 грудня 1956 роках — секретар ЦК КП Киргизії.
Одночасно, 1 квітня 1955 — 27 травня 1959 роках — голова Верховної ради Киргизької РСР.
У 1956—1958 роках — слухачів Курсів перепідготовки при ЦК КПРС. У 1958—1959 роках — аспірант Академії суспільних наук при ЦК КПРС.
У 1959—1960 роках — старший науковий співробітник Інституту історії партії при ЦК КП Киргизії.
20 лютого 1960 — 22 листопада 1978 роках — президент Академії наук Киргизької РСР.
У листопаді 1978 — 1986 роках — завідувач сектору Жовтневої революції та громадянської війни Інституту історії Академії наук Киргизької РСР. Член Президії Академії наук Киргизької РСР.
1991 року переобраний членом-кореспондентом Російської академії наук (РАН), входив до складу секції історії відділення історико-філологічних наук РАН.
Потім — на пенсії в місті Бішкеку. Помер 13 листопада 2012 року.

## Наукова діяльність
Був автором понад 350 наукових праць із радянської історії Киргизії та історії КПРС, в тому числі 10 монографій. Під його керівництвом захищено 20 докторських та кандидатських дисертацій. За участю Каракеєва видано твори Леніна киргизькою мовою.
- «Киргизстан у братній сім'ї народів СРСР» (1957);
- «Розвиток науки у радянському Киргизстані» (1962);
- «Торжество ідей пролетарського інтернаціоналізму і дружби народів у Радянському Киргизстані» (1963; співатор);
- «Нариси історії Комуністичної партії Киргизії» (1966; співатор);
- «Історія Киргизької РСР. Т. 2. Вип. 1» (1967, редактор);
- «Історія комуністичних організації Середньої Азії» (1967; співатор);
- «Перемога Радянської влади в Середній Азії та Казахстані» (1967);
- «В. І. Ленін та соціалістичне будівництво в Киргизстані» (1970; співавтор);
- «Академія наук Киргизької РСР» (1974);
- «Великий Жовтень та наука Киргизстану» (1977);
- «Радянський народ — будівник комунізму. Т. 1» (1977; співавтор);
- «Перемога Жовтневої революції в Киргизії: збірник документів (1917—1918)» (1977; редактор);
- «Утворення СРСР — торжество ленінської національної політики» (1982);
- «Проблеми управління будівництвом Радянської багатонаціональної держави» (1982; співавтор);
- «Розгром контрреволюційних сил у Киргизії в роки іноземної військової інтервенції та громадянської війни: збірник документів (1918-1920)» (1983; редактор);
- «Киргизія в трьох російських революціях» (1987; співавтор)

## Нагороди
- орден Леніна
- орден Жовтневої Революції
- чотири ордени Трудового Червоного Прапора
- орден «Знак Пошани»
- орден «Манас» І ст. (Киргизстан) (2003)
- орден «Манас» ІІ ст. (Киргизстан)
- пам'ятна золота медаль «Манас-1000» (15.08.1995)
- медалі
- почесне звання «Заслужений діяч науки Киргизької РСР»
- Державна премія Киргизької РСР у галузі науки і техніки (1970)